# Cairnsimyia robusta
Cairnsimyia robusta är en tvåvingeart som först beskrevs av Walker 1853.  Cairnsimyia robusta ingår i släktet Cairnsimyia och familjen myllflugor. Inga underarter finns listade i Catalogue of Life.